# Reolid
Reolid es una pedanía española perteneciente al municipio de Salobre (Sierra de Alcaraz), en la provincia de Albacete, dentro de la comunidad autónoma de Castilla-La Mancha.

## Demografía
En 2020 contaba con 152 habitantes, según los datos oficiales del INE.

## Toponimia
El origen del término "Reolid" es incierto. Hay diferentes hipótesis difíciles de demostrar por la falta de documentación. Una de ellas sugiere que el término proviene del árabe Rah (Campo o Llano) o de Raha (Molino) y del nombre de alguien que se llamó Walid. Esta teoría se sostiene por la formación de Valladolid, que procede de Balad Walid, "pueblo de Walid".

## Monumentos

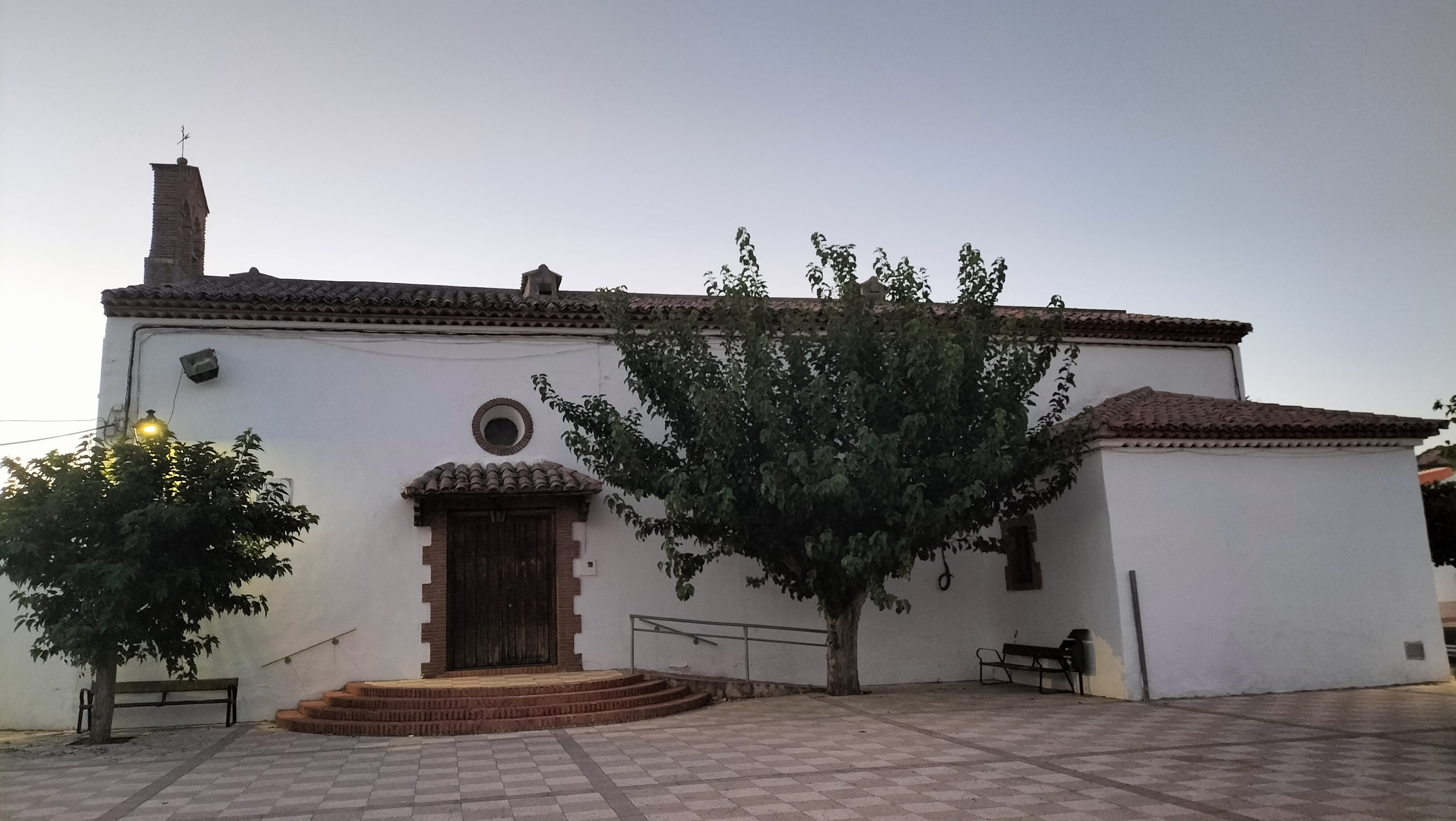
Iglesia

Destaca la iglesia, con un artesonado mudéjar.

## Entorno y naturaleza
Son reputados por sus aguas termales mineromedicinales los baños de Reolid, junto a la carretera, pedanía que riega el río Angorrilla.
En sus proximidades se encuentra la Microrreserva El Estrecho del Hocino, un desfiladero entre los cerros del Hocino, por el que discurre el río Salobre, que cuenta con las dos únicas poblaciones puras conocidas de Coincya rupestris subsp. rupestris. La formación vegetal dominante es un coscojar de Quercus coccifera y enebros, que se complementa con los sauces y álamos de la ribera del río. Desde el punto de vista geológico, se trata de un insleberg, o monte isla, formado por materiales del Paleozoico y del Mesozoico. El Estrecho del Hocino está compuesto parcialmente por cuarcita armoricana, proveniente del Ordovícico inferior.
Por Reolid pasa el Camino Natural Vía Verde de la Sierra de Alcaraz en su último tramo en la Sierra de Alcaraz. Recorre el antiguo trazado ferroviario Baeza-Utiel partiendo de la antigua estación de Reolid en dirección a Villapalacios y Bienservida. El recorrido abarca 55km por la provincia de Albacete.

## Fiestas
- 4 de agosto: Santo Domingo.
- 24 de agosto: San Bartolo.